# Srednjak (Jastrebarsko)
Srednjak is een plaats in de gemeente Jastrebarsko in de Kroatische provincie Zagreb. De plaats telt 67 inwoners (2001).